# Orellana de la Sierra
Orellana de la Sierra – gmina w Hiszpanii, w prowincji Badajoz, w Estramadurze, o powierzchni 16,68 km². W 2011 roku gmina liczyła 280 mieszkańców.